# Karaikal

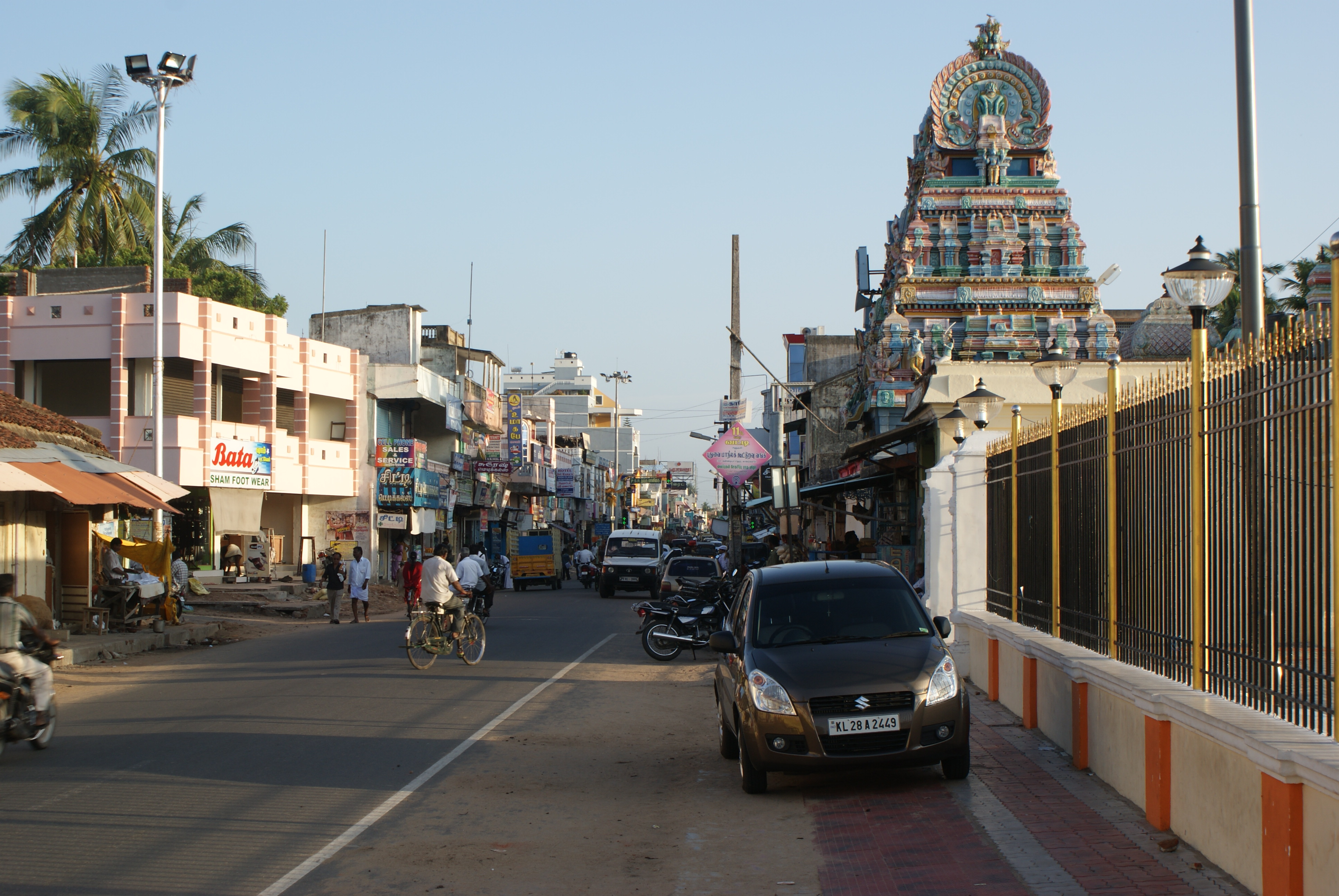
Huvudgatan i Karaikal.

Karikal (alternativt Karikal eller Karaikkal) är en stad i det indiska unionsterritoriet Puducherry, och är huvudort för ett distrikt med samma namn. Folkmängden uppgick till 86 838 invånare vid folkräkningen 2011, med förorter 98 102 invånare. Staden med omgivning var förr en fransk koloni och är belägen på Koromandelkusten.